# Zouma (köping i Kina, Sichuan)
Zouma (kinesiska: 走马镇, 走马) är en köping i Kina. Den ligger i provinsen Sichuan, i den sydvästra delen av landet, omkring 110 kilometer sydost om provinshuvudstaden Chengdu. Antalet invånare är 27 204. Befolkningen består av 13 072 kvinnor och 14 132 män. Barn under 15 år utgör 17,0 %, vuxna 15-64 år 70 %, och äldre över 65 år 11,0 %.
Genomsnittlig årsnederbörd är 1 330 millimeter. Den regnigaste månaden är juli, med i genomsnitt 290 mm nederbörd, och den torraste är december, med 13 mm nederbörd.